# 谷口良一
初代 谷口 良一（たにぐち りょういち、1857年（安政4年1月）- 1909年（明治42年）5月19日）は、明治期の酒造家、政治家。貴族院多額納税者議員、和歌山県海草郡山口村長。幼名・常之助。

## 経歴
紀伊国名草郡里村（和歌山県名草郡山口村大字里、海草郡山口村を経て現和歌山市）で、酒造業・谷口良吉の息子として生まれた。酒造業を相続して製品の改良などに尽力して事業を拡張し、和歌山県酒造組合連合会副会長などを務めた。
1879年（明治12年）7月、里村外十ヶ村会議員に就任。1879年（明治22年）ころから自由民権運動に加わり、同年4月、山口村会議員に当選。同年5月、初代山口村長に就任し、1903年（明治36年）6月に再選された。1908年（明治31年）9月、海草郡会議員に当選し、同参事員にも就任。その他、学務委員、所得税調査委員、山口村農会長なども務めた。
1904年（明治37年）5月の補欠選挙で貴族院多額納税者議員に互選され、同年6月2日から同年9月28日の任期満了まで在任した。

## 親族
- 婿養子 2代・谷口良一（酒造業、海草郡会議員）[6]